# Serie 130-2121 a 2145 de Renfe
La serie 130-2121 a 2145 de RENFE fue un conjunto de locomotoras de vapor procedentes de la Great Southern of Spain Railway Company (GSSR), donde habían ostentado la numeración 1 a 25. Estuvieron en servicio varias décadas, adscritas principalmente a las líneas Lorca-Baza y Almendricos-Águilas, siendo desguazadas en la década de 1960. En la actualidad solo se conserva un único ejemplar, la locomotora RENFE 130-2124.

## Historia
La Great Southern of Spain Railway Company Limited (GSSR) se había constituido en 1885 para acometer la construcción de las líneas Lorca-Baza y Almendricos-Águilas. Las obras transcurrieron no sin ciertas dificultades entre 1887 y 1894. El trazado entre Lorca y Baza constituía en realidad una sección del mucho más amplio ferrocarril Murcia-Granada, cuya construcción finalmente acabó siendo emprendida en varias partes por distintas compañías.
La GSSR hizo un pedido a la fabrica británica Neilson de doce locomotoras del tipo 1-3-0, adecuadas para el duro perfil de la línea, las cuales fueron entregadas entre 1889 y 1890. Debido al buen resultado que dieron tras su entrada en servicio, durante los siguientes años hizo nuevos pedidos de este tipo de locomotora a otros fabricantes: Kitson, Sharp, St. & Co y North British. Todas estas máquinas constituyeron una serie de veinticinco locomotoras, numeradas de 1 a 25, que constituyeron la columna vertebral del parque motor de la GSSR. Su principal cometido fue la tracción de convoyes de mercancías.

### Servicio bajo RENFE
En 1941 las locomotoras pasaron a manos de RENFE, donde constituyeron la serie 130-2121 a 2145. Bajo RENFE las locomotoras de esta serie continuaron en servicio durante muchos años, circulando por la ruta Lorca-Baza. A partir de 1966 comenzaron a ser retiradas del servicio progresivamente y enviadas al desguace. En la actualidad se conserva un ejemplar, la antigua locomotora RENFE 130-2124, situada en un pedestal de la localidad murciana de Águilas.

## Lista de locomotoras
| N.° GSSR | Nombre        | N.° RENFE | Fabricante      | N° de fábrica | Año  | Notas                  |
| 1        | «Murcia»      | 130-2121  | Neilson         | 3843          | 1889 |                        |
| 2        | «Lorca»       | 130-2122  | Neilson         | 3844          | 1889 |                        |
| 3        | «Granada»     | 130-2123  | Neilson         | 3845          | 1889 |                        |
| 4        | «Águilas»     | 130-2124  | Neilson         | 3846          | 1889 | Conservada en Águilas. |
| 5        | «Huercal»     | 130-2125  | Neilson         | 3847          | 1889 |                        |
| 6        | «Baza»        | 130-2126  | Neilson         | 3848          | 1889 |                        |
| 7        | «Guadix»      | 130-2127  | Neilson         | 3889          | 1889 |                        |
| 8        | «Pulpí»       | 130-2128  | Neilson         | 3890          | 1889 |                        |
| 9        | «Albox»       | 130-2129  | Neilson         | 3891          | 1889 |                        |
| 10       | «Cantoria»    | 130-2130  | Neilson         | 3892          | 1889 |                        |
| 11       | «Tíjola»      | 130-2131  | Neilson         | 3893          | 1889 |                        |
| 12       | «Purchena»    | 130-2132  | Neilson         | 3894          | 1889 |                        |
| 13       | «Serón»       | 130-2133  | Kitson          | 3539          | 1894 |                        |
| 14       | «Almanzora»   | 130-2134  | Kitson          | 3590          | 1894 |                        |
| 15       | «Zurgena»     | 130-2135  | Sharp, St. & Co | 4789          | 1902 |                        |
| 16       | «Caniles»     | 130-2136  | Sharp, St. & Co | 4790          | 1902 |                        |
| 17       | «Hijate»      | 130-2137  | Sharp, St. & Co | 4791          | 1902 |                        |
| 18       | «Fines»       | 130-2138  | Sharp, St. & Co | 4792          | 1902 |                        |
| 19       | «Olulla»      | 130-2139  | Sharp, St. & Co | 4793          | 1902 |                        |
| 20       | «Jaravía»     | 130-2140  | North British   | 16726         | 1905 |                        |
| 21       | «Lumbreras»   | 130-2141  | North British   | 16727         | 1905 |                        |
| 22       | «Arboleas»    | 130-2142  | North British   | 16728         | 1905 |                        |
| 23       | «Bacares»     | 130-2143  | North British   | 16729         | 1905 |                        |
| 24       | «Macael»      | 130-2144  | North British   | 16730         | 1905 |                        |
| 25       | «Almendricos» | 130-2145  | North British   | 16731         | 1905 |                        |